# Kuttekoven
Kuttekoven is een klein dorp in de Belgische provincie Limburg en een deelgemeente van Tongeren-Borgloon, het was een zelfstandige gemeente tot aan de gemeentelijke herindeling van 1977.
Het Haspengouwse dorp ligt net ten noorden van de weg tussen Sint-Truiden en Tongeren op 1,5 kilometer ten westen van Borgloon.

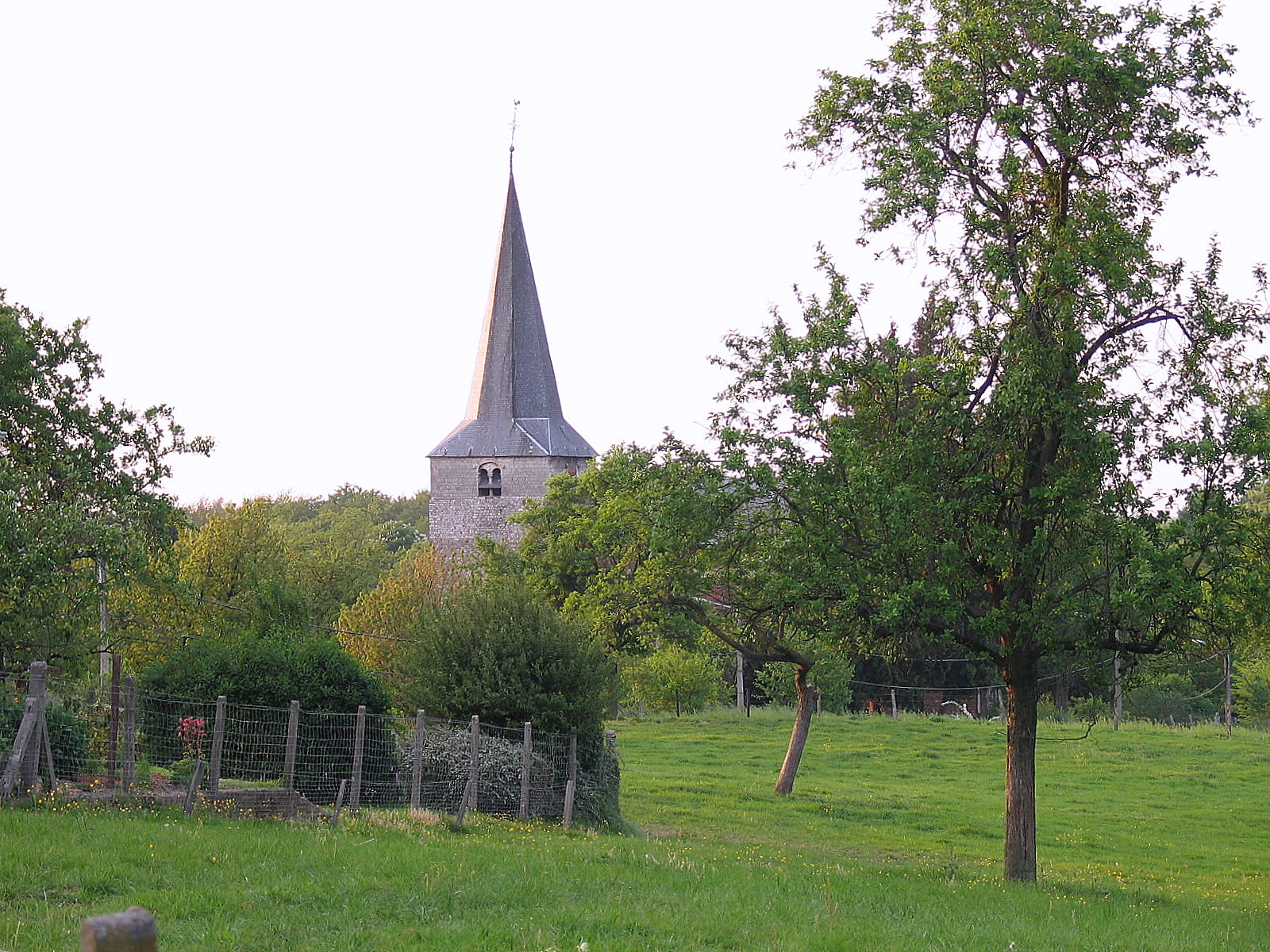
De kerk van Kuttekoven

## Etymologie
Kuttekoven werd voor het eerste vermeld in 1213 als Cuttinchoven. De naam Kuttekoven is afgeleid van Cutto, een boer uit het Frankische tijdperk die een hoeve bouwde op het grondgebied van het huidige Kuttekoven. Ook zijn verwanten kwamen zich in deze regio vestigen. De vele hoeven van de familie van Cutto leidde tot de naam Cuttinchoven, dat later verbasterd werd tot het huidige Kuttekoven.

## Geschiedenis
Het gebied van Kuttekoven werd doorsneden door een Romeinse heerbaan, die van Tongeren naar Herentals en verder leidde. Omstreeks 1880 werden drie glazen flessen uit het Romeinse tijdperk aangetroffen.
Het was een Loons dorp dat behoorde tot het rechtsgebied van de schepenbank van Graethem die op zijn beurt een buitenbank was van Borgloon. Kuttekoven was reeds in de vroege 13e eeuw een parochie. Tot 1252 behoorde ook Gotem tot de parochie. Het patronaat en de inning van de meeste tienden behoorden aanvankelijk toe aan de graaf van Loon maar deze gingen in 1232 over in de handen van de abdij van Herkenrode die later meer dan de helft van het grondgebied van Kuttekoven in haar bezit zou hebben.
In 1795 bij het ontstaan van de gemeenten werd Kuttekoven een zelfstandige gemeente. Het is steeds een landbouwdorp gebleven zonder enige industrie. Door het tekort aan tewerkstelling ontvolkt het dorp sterk sinds het begin van de 20e eeuw. In 1977 werd de gemeente opgeheven en bij Borgloon gevoegd. De stad Borgloon ging op zijn beurt in 2025 op in Tongeren-Borgloon.

## Demografische ontwikkeling
- Bronnen:NIS, Opm:1831 tot en met 1970=volkstellingen; 1976 = inwoneraantal op 31 december

## Bezienswaardigheden

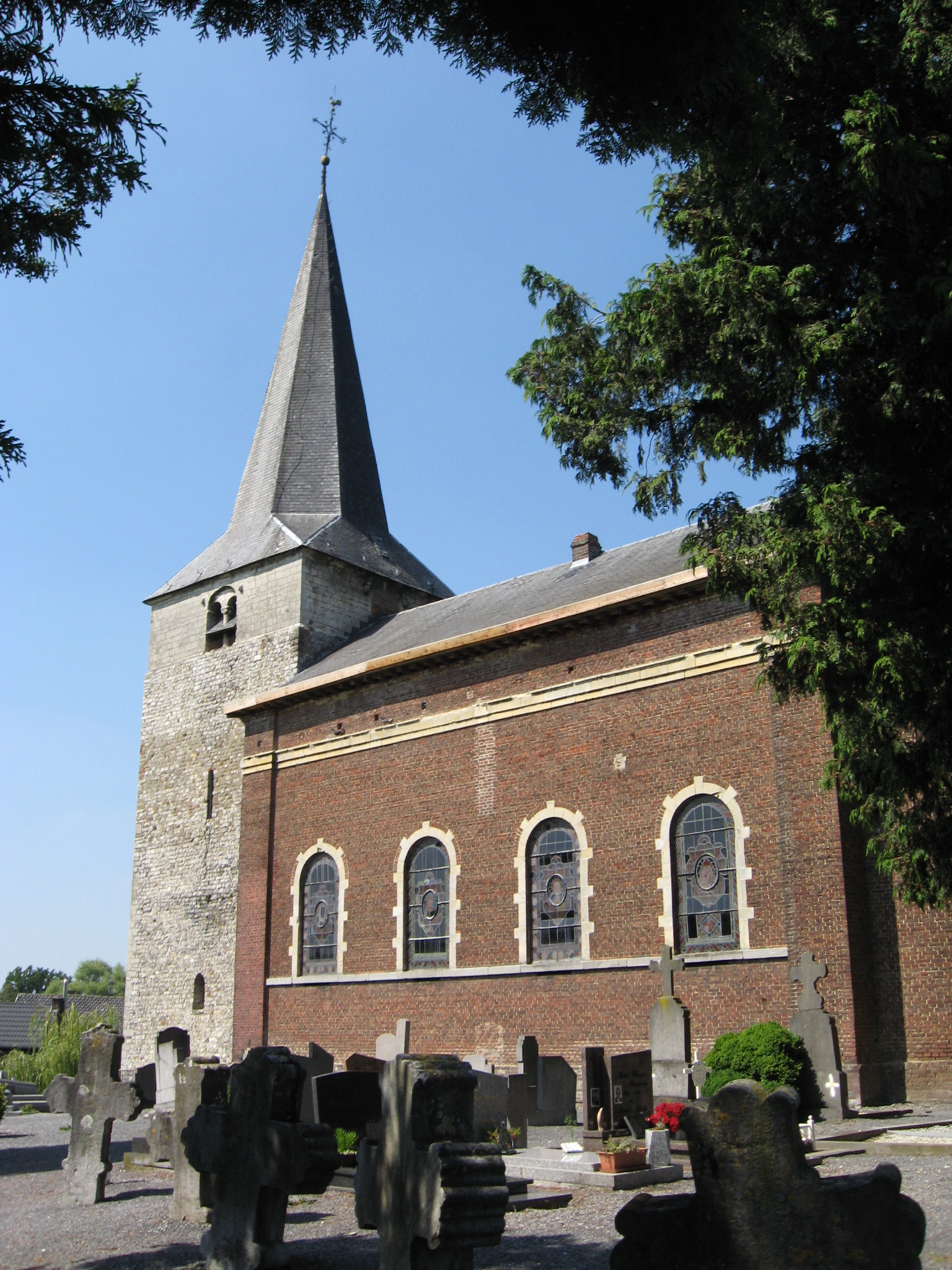
De Sint-Jan-de-Doperkerk

- De Sint-Jan-de-Doperkerk is een neoclassicistische dorpskerk uit 1840. De kerktoren dateert uit de 13e eeuw en is het enige overblijsel van de vroegere romaanse kerk die op dezelfde plaats stond. De toren is sinds 1935 een beschermd monument terwijl de kerk zelf in 2004 beschermd werd. De huidige kerk is sinds november 2006 gesloten vanwege de bouwvallige staat waarin ze verkeert.
- De voormalige pastorie uit 1726. In 1768 werd het gebouw verhoogd met een verdieping. Ook de oude pastorie is sinds 2004 een beschermd monument. In 2012 is er met een renovatie gestart.
- Hoeve en oud kasteel De Clee. Oorspronkelijk was dit een hoeve uit de 17e eeuw en behoorde ze toe aan de Abdij van Herkenrode. In de 19e eeuw werd de hoeve uitgebouwd tot een kasteel met herenhoeve. Het geheel is sinds 2004 een beschermd monument.
- Het eclectisch Kasteel De Klee uit 1904-1907. Het kasteel werd grotendeels vernield door een brand in 1933 maar werd daarna volledig gerestaureerd. Het kasteel is sinds 2004 een beschermd monument.

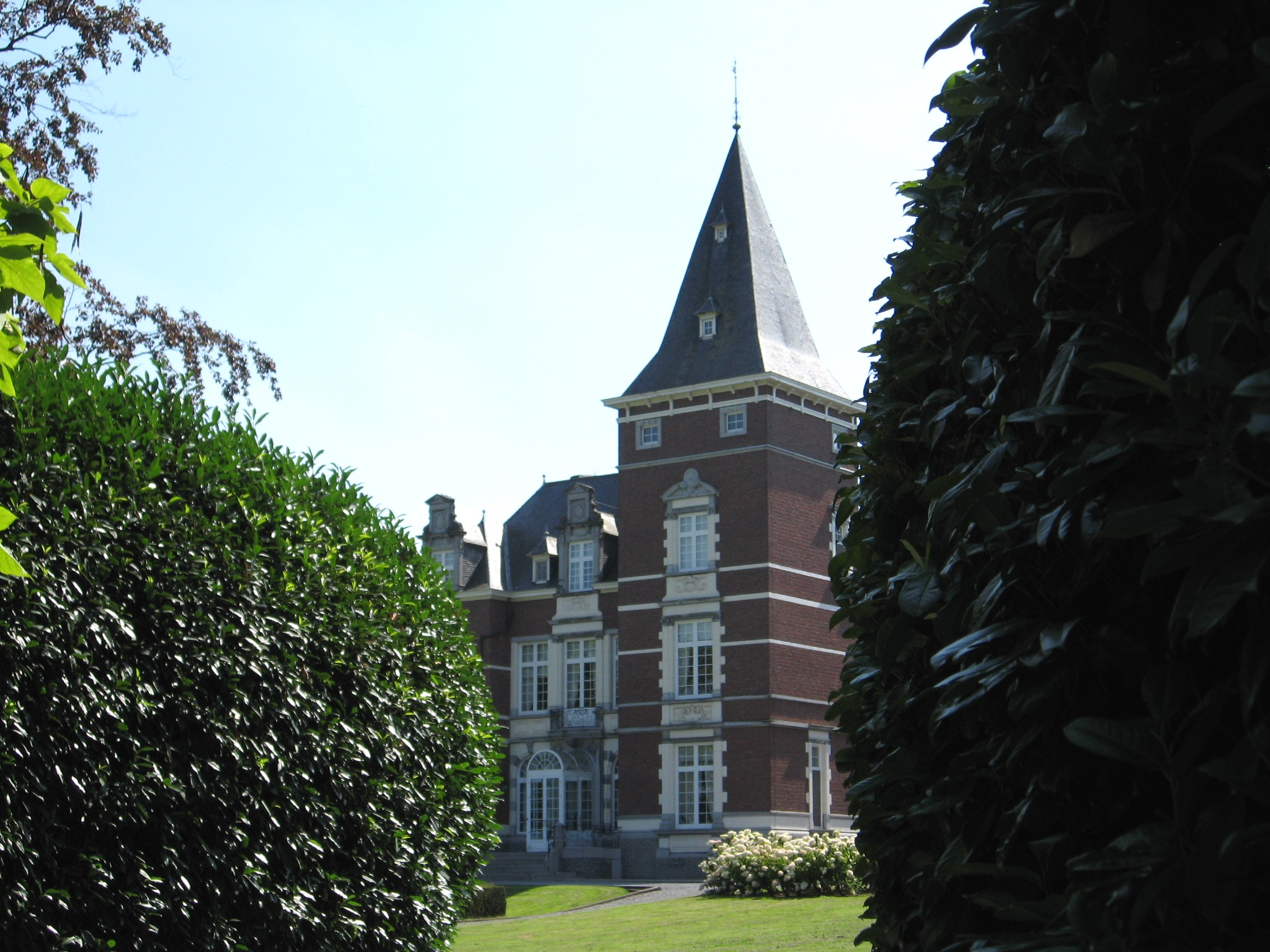
Kasteel De Klee

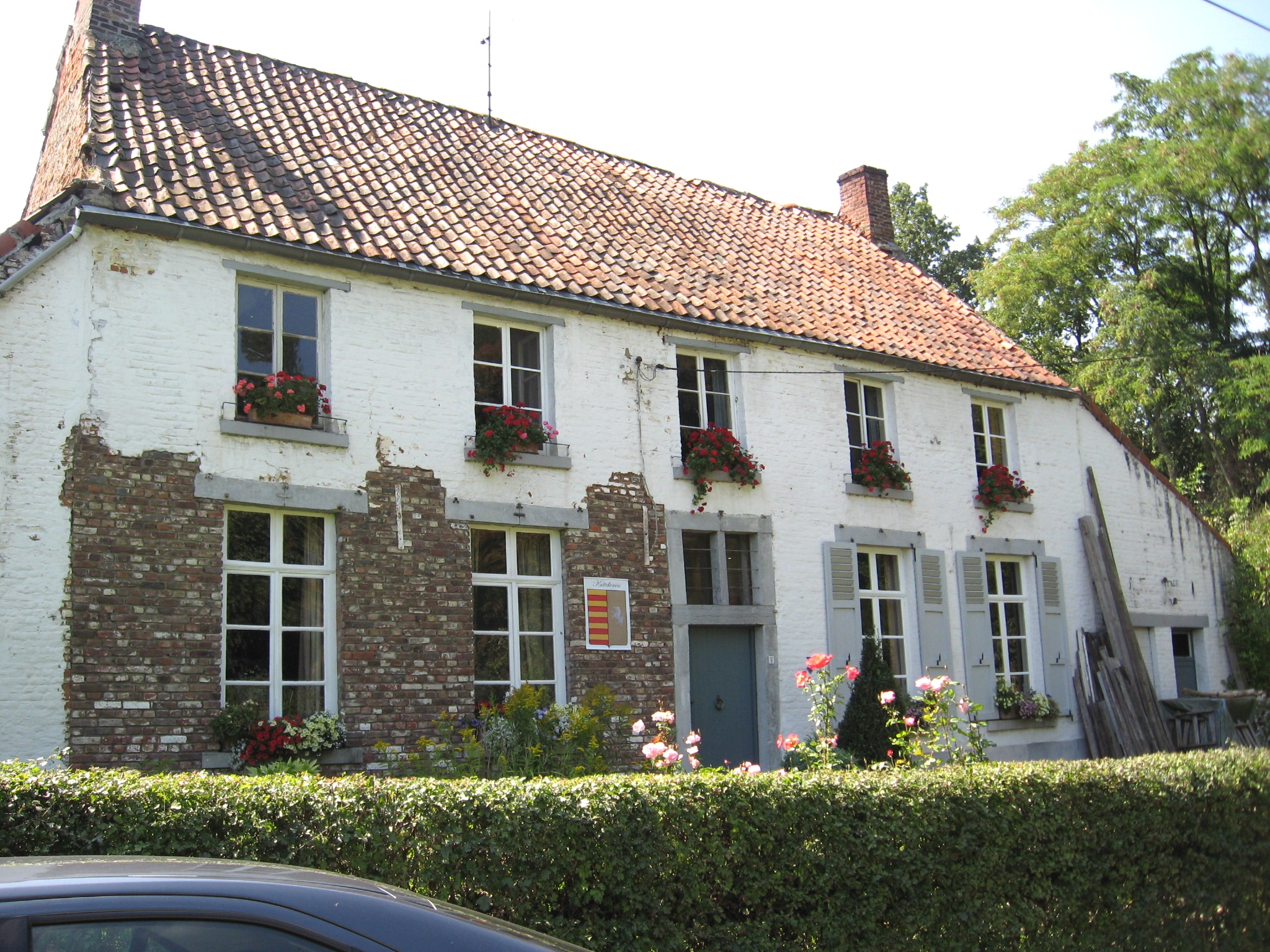
Voormalige pastorie

- In het gehucht Rullingen: 
  - Het Kasteel van Rullingen
  - De Nieuwe Molen

## Natuur en landschap
Kuttekoven ligt in Vochtig-Haspengouw nabij de vallei van de Herk. De hoogte bedraagt 50 tot 85 meter. Aan de Herk ligt het natuurgebied Meersbeemden en Helshoven, bestaande uit vochtige beemden.

## Nabijgelegen kernen
Borgloon, Gotem, Herten, Berlingen, Hoepertingen